# Magnetna permeabilnost
Permeabílnost ali magnétna permeabílnost (oznaka μ) je snovna konstanta, ki opisuje obnašanje snovi v magnetnem polju. Opisuje kako odzivna je snov v magnetnem polju (obračanje magetnih dipolov v smeri polja). V rabi sta dve definiciji. Po prvi je magnetna permeabilnost določena kot razmerje med gostoto magnetnega polja B in jakostjo magnetnega polja H v snovi, ki izpolnjuje ves prostor, kjer je magnetno polje:
{\displaystyle {\vec {\mathbf {B} }}=\mu {\vec {\mathbf {H} }}\!\,.}
Tako definirana magnetna permeabilnost ima enako enoto kot indukcijska konstanta μ0, V s A-1 m-1.
Po drugi definiciji je magnetna permeabilnost (tudi rêlativna permeabílnost) brezrazsežna količina, definirana kot razmerje med gostoto magnetnega polja v izbrani snovi, ki napolnjuje ves prostor, ter ustrezno gostoto v vakuumu:
{\displaystyle \mu ={\frac {B}{\mu _{0}H}}\!\,.}
Tako definirana permeabilnost je brezrazsežno realno število, enako 1 ali malo večje ali malo manjše od 1. Snovi, katerih permeabilnost je malo večja od 1, so paramagnetne, tiste, pri katerih je malo manjša od 1, pa diamagnetne. Mejni primer μ = 1 ustreza permeabilnosti vakuuma.
V feromagnetnih snoveh gostota magnetnega polja v splošnem ni sorazmerna jakosti magnetnega polja.

## Permeabilnost nekaterih paramagnetnih in diamagnetnih snovi
| snov                         | μ          |
| ---------------------------- | ---------- |
| platina                      | 1,000369   |
| aluminij                     | 1,000023   |
| zrak pri standardnih pogojih | 1,00000038 |
| voda                         | 0,999991   |
| baker                        | 0,999999   |
| bizmut                       | 0,99982    |